# リアエンジン・前輪駆動

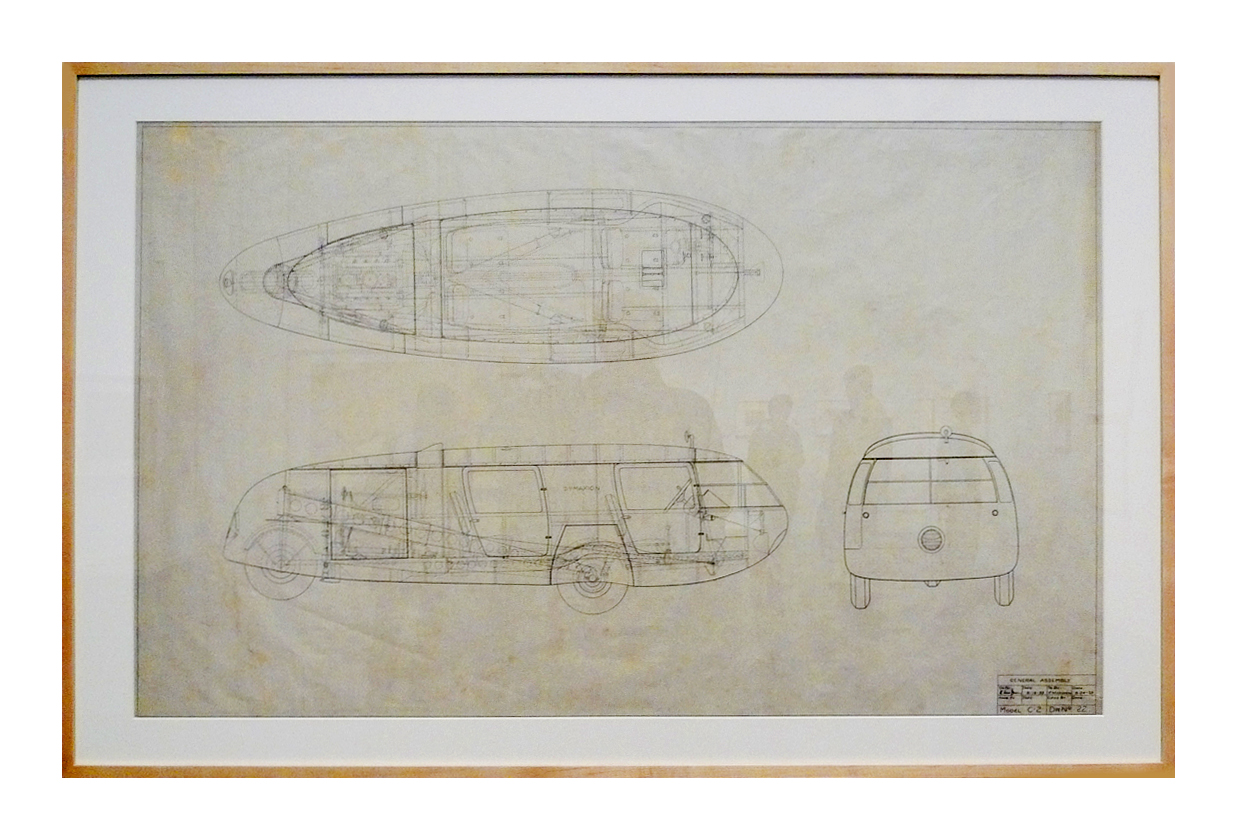
ダイマクション・カーのフレーム図。

リアエンジン・前輪駆動（リアエンジン・ぜんりんくどう、英語: rear-engine, front-wheel-drive layout）は、エンジンが後輪の間または後方にあり、ドライブシャフトを介して前輪を駆動する自動車のレイアウトの1つである。従来型のフロントエンジン・後輪駆動配置と前後が反転している。
この形式の最も初期の例は1932年に登場した。コロラド州リトルトンを拠点とする前輪駆動および全輪駆動車の定評のある製造業者・Coleman MotorsのHarleigh Homesが主任設計者として試作車Maroon Carの設計と製造を行った。この車は前輪駆動であり、V型8気筒エンジンをリアにマウントしていた。製造されたのはこの1台のみで、生産に移ることはなかった。
これ以後、このレイアウトは自動車の歴史を通じて極めて珍しい駆動レイアウトであり続けている。採用したのは1937年式ハウイー・マシンガンキャリア（愛称は「bellu flopper」）や、バックミンスター・フラーの1933年式ダイマクション・カー（この車は後輪操舵のおかげでそのホイールベース内で旋回することができた）、1947年式グレゴリー・セダンといった数台のプロトタイプおよびコンセプトカーのみである。
本レイアウトには革新的な自動車設計のための潜在的選択肢として新たな関心が時折持たれてきた。例えば、発明家・エンジニアのMichael Basnettの1999年の特許申請は、フロントトランスアクスル、リア疑似フラットエンジン（90度倒した直列4気筒）構造、「真の」フラットエンジンで右手シリンダ列が位置するべき場所に燃料タンクを置くという構成が提案された。
この特許申請によれば、本レイアウトはクラッシャブルゾーンが増すことによって衝突安全性能の観点で有利となるよう設計されている。同時により大きなスタイリングの自由度を持ち、騒音・振動・ハーシュネスが低減することで乗り心地が良くなり、重心の低下によってハンドリング、ブレーキング、およびロール特性が改善することが期待される。その主な欠点は駆動輪に荷重が掛かっていない点である。
しかしながら、全ての既知のRFレイアウト車を列挙しているJalopnikの記事で言及されているように、空想以上のものではない。
実際に連続生産されている車の中でRFに最も近い駆動列設計はミッドエンジン・四輪駆動配置である。この配置は最高級スーパーカーで一般的に見られるが、あくまでも駆動の主体は後輪である。